# Richard Dunne
Richard Patrick Dunne (Dublín, Irlanda, 21 de septiembre de 1979) es un exfutbolista irlandés que jugaba como defensa.

## Trayectoria
Durante su carrera jugó más de 500 partidos entre Everton F. C., Manchester City F. C., equipo del que fue capitán, Aston Villa F. C. y Queens Park Rangers F. C. En 2015 se retiró, fecha en la que era el jugador que más autogoles había marcado en la historia de la Premier League.

## Selección nacional
Fue internacional con la selección de fútbol de Irlanda en 80 ocasiones y anotó 8 goles. Participó en la Copa Mundial de Fútbol de 2002 y la Eurocopa 2012.

### Participaciones en Copas del Mundo
| Mundial                        | Sede                | Resultado        |
| ------------------------------ | ------------------- | ---------------- |
| Copa Mundial de Fútbol de 2002 | Corea del Sur Japón | Octavos de final |

### Participaciones en Eurocopas
| Copa          | Sede              | Resultado    |
| ------------- | ----------------- | ------------ |
| Eurocopa 2012 | Polonia · Ucrania | Primera fase |

## Clubes
| Club                      | País       | Año       |
| ------------------------- | ---------- | --------- |
| Everton F. C.             | Inglaterra | 1996-2000 |
| Manchester City F. C.     | Inglaterra | 2000-2009 |
| Aston Villa F. C.         | Inglaterra | 2009-2013 |
| Queens Park Rangers F. C. | Inglaterra | 2013-2015 |